# 平戸城

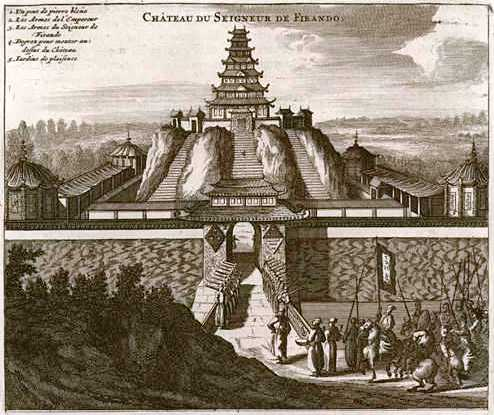
平戸城天守図、17世紀

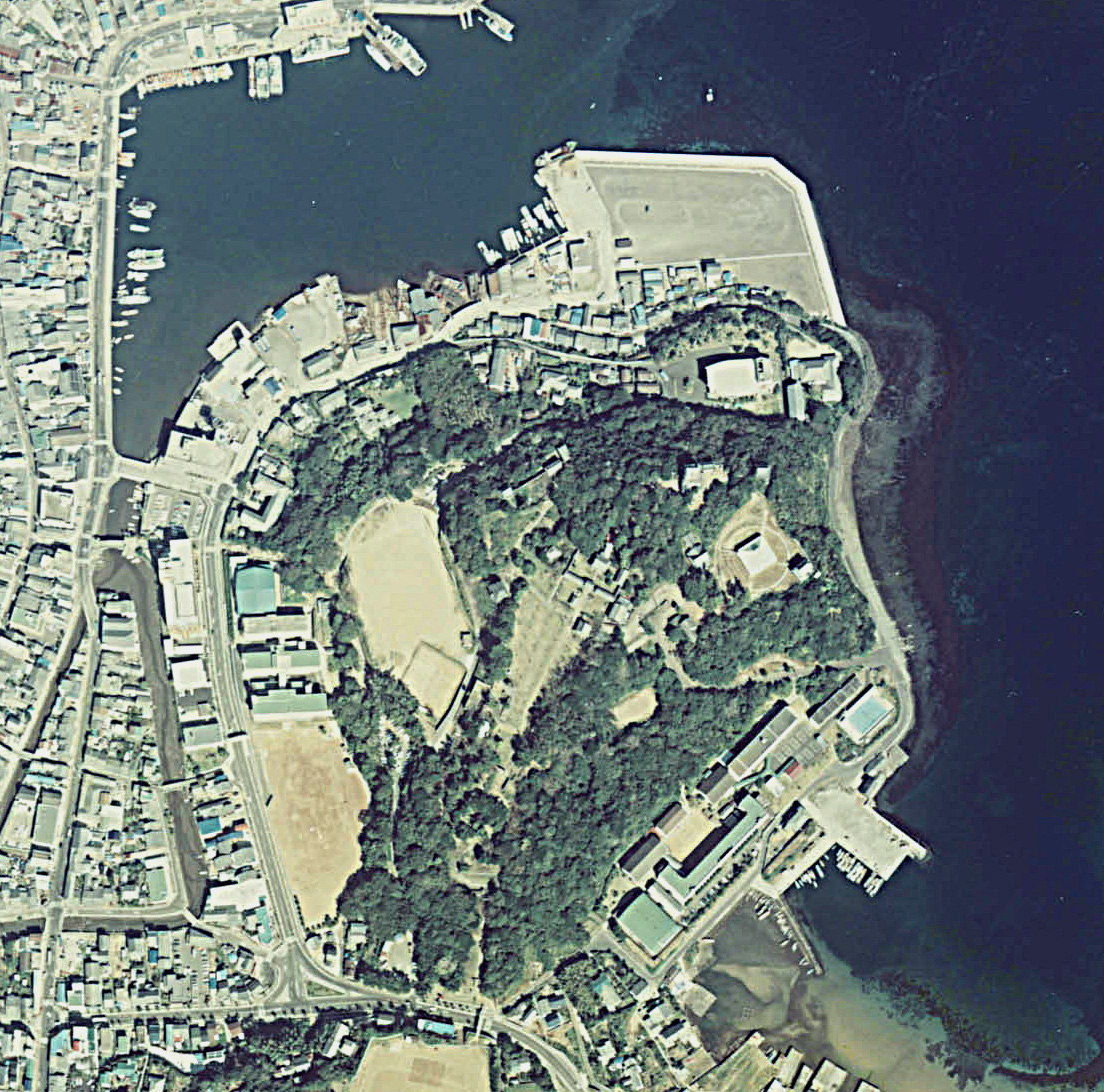
平戸城の航空写真
（1977年撮影・国土航空写真）

平戸城（ひらどじょう）は、長崎県平戸市（肥前国松浦郡平戸）にあった日本の城。江戸時代には平戸藩松浦氏の居城であった。

## 概要
平戸島の北部、平戸市街の東部に位置する。平戸港を見下ろし、対岸の九州本土を望む平戸瀬戸に突き出た丘陵上にある。
三方を海に囲まれ天然の堀としている。丘陵の頭頂部に本丸が築かれ、その南側に二の丸、東側に三の丸が配された梯郭式の平山城である。
最初は安土桃山時代の末期に松浦鎮信（法印）によって築かれたが破却され、江戸時代中期になって再建された。再建にあたっては山鹿素行の軍学に沿って縄張りがなされたという。平山城では唯一の山鹿流による城郭である（平城である赤穂城も赤穂市の発掘調査によりその可能性が考察されている）。
城の北に平戸港を挟んで丘陵（無城時代の居館である御館）、西に道（現在の市役所を通り城下へ続く）、東に流水（平戸瀬戸）、南に低地（御厨と武学所、現在の猶興館高校）があり、天守の代用であったとされる乾三重櫓は本丸の北西に、神社（現在の市営相撲場）は鬼門に位置する山鹿流の縄張り に倣っている。

## 歴史・沿革

### 戦国・桃山～築城開始から破却へ
下松浦党（平戸氏・峯氏とも）の棟梁である松浦鎮信（法印）は時節を読み、豊臣秀吉の九州平定に加わり、壱岐守護を称する波多氏に代わり松浦郡（ただし一円ではない）と壱岐一国の所領を安堵された。松浦党で最大の大名となった事により、以降は松浦姓を名乗ったとされる。
文禄・慶長の役の後、慶長4年（1599年）に現在の城地である日之嶽に最初の築城を開始した（現・平戸市岩の上町）。慶長5年（1600年）の関ヶ原の戦いの頃、徳川家康からの嫌疑を晴らすため、城の一部を破却したと伝わる。
完成も間近となった慶長18年（1613年）、火災により大半を焼失した。自ら火を放ち城を破却したとも言われているが、理由としては、豊臣氏と親交が厚かったことによる江戸幕府の嫌疑から逃れるためとも、最愛の嗣子久信の死によるものともいわれている。
火災後、藩は再建をせず、平戸港を挟んだ北側（現・平戸市鏡川町）に「中の館」と呼ばれる居館を構え、平戸藩の藩庁とした。ここには明治時代には旧藩主松浦氏の私邸が築かれた。現在は松浦史料博物館となっている。このことにより、国主それも肥前と壱岐にまたがる二国支配でありながら、平戸藩は「城」を持たない、いわゆる陣屋大名であった。

### 江戸時代の再築城
第4代藩主松浦重信（鎮信）は山鹿素行と交流があり、平戸に迎えたいと希望したが叶わず、貞享2年（1685年）に素行が亡くなってしまう。平戸藩は後に一族の山鹿高基・義昌（平馬・藤助とも）が藩士として迎えられた。
元禄15年（1702年）、鎮信（隠居により改名）は幕府に平戸城の再築城を願い出て、翌元禄16年（1703年）に許可された。江戸時代中期に築城が裁可されたのは異例であった。これは徳川家との姻戚関係と、東シナ海警備の必要性によるものと言われる。
5代藩主松浦棟によって元禄17年（1704年）2月に着工され、宝永4年（1707年）にほぼ完成した。天守は上げられず、二の丸に建てた3重3階の乾櫓をその代用としていた。上記の経緯により、平戸城は築城指導は山鹿義昌によってなされ、山鹿流軍学に基づく縄張りが構築されている。

### 明治維新
1871年（明治4年）、廃藩置県後の廃城令により廃城となり、翌年、現存する狸櫓と北虎口門（搦手門）を残し、城の建物は解体された。

### 近現代
1962年（昭和37年）、模擬天守及び復興の見奏櫓、乾櫓、地蔵坂櫓、懐柔櫓が建てられた。天守内は松浦党などの資料館となっており、国の重要文化財の環頭大刀（亀岡神社蔵）も展示されている。現在の城跡は亀岡神社の境内や亀岡公園となり市民グラウンドなどの施設がある。
2006年（平成18年）4月6日、日本100名城（90番）に選定された。
2019年、平戸市と、日本航空、民泊会社・百戦錬磨（宮城県仙台市）グループのKessha（東京都目黒区）、建築設計事務所のアトリエ・天工人（東京都渋谷区）からなる共同企業体が、平戸城懐柔櫓を改修し、宿泊施設として運営を行う事業協定を結んだ。令和3年4月1日から１日１組限定で宿泊が可能。

## 民俗資料

### 狸櫓の伝説
現存の狸櫓には、次の伝説が残っている。櫓の床下に狸が住みだした。天保初年（1830年頃）、櫓の修理のため床板を全て剥ぎ取った。するとある夜、小姓に化けた狸が藩主の寝所にやって来て、我ら一族を櫓に棲ませて頂きたい、そうすれば城を永代守護すると嘆願したので、翌日、床を元通りに戻してやったという。これ以来、この櫓は狸櫓と呼ばれるようになった。

## 遺構
天守跡（模擬天守）から平戸港が展望でき、遠く平戸大橋が見える。
松浦史料博物館（旧平戸藩主松浦家）は平戸港を挟み対岸にある。なお、予算の不足のためこれ以外の建物を木造復元する計画はない。
- 櫓・石垣
- 北虎口門

### 復元・関連建造物
- 模擬天守
- 見奏櫓など

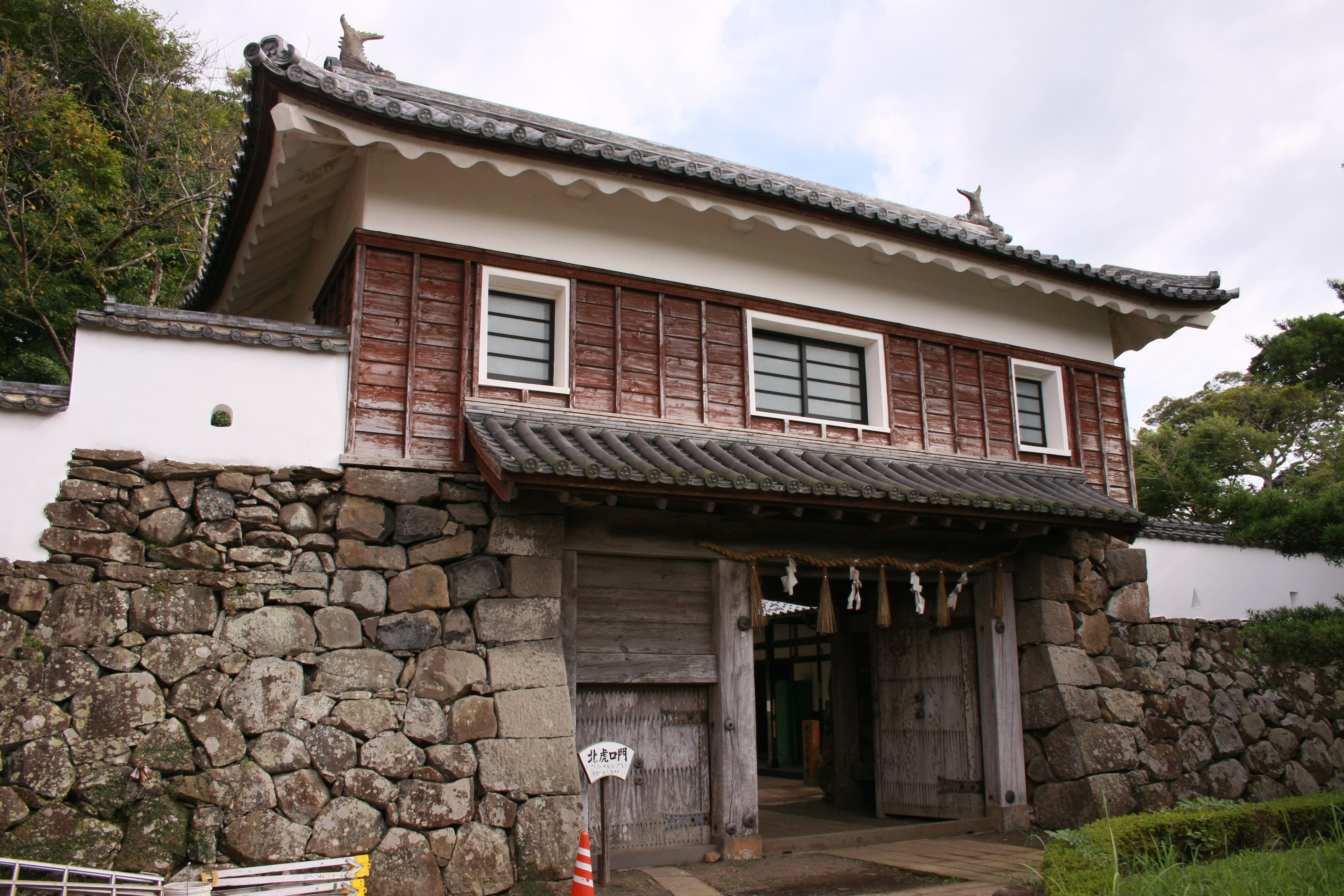
北虎口門
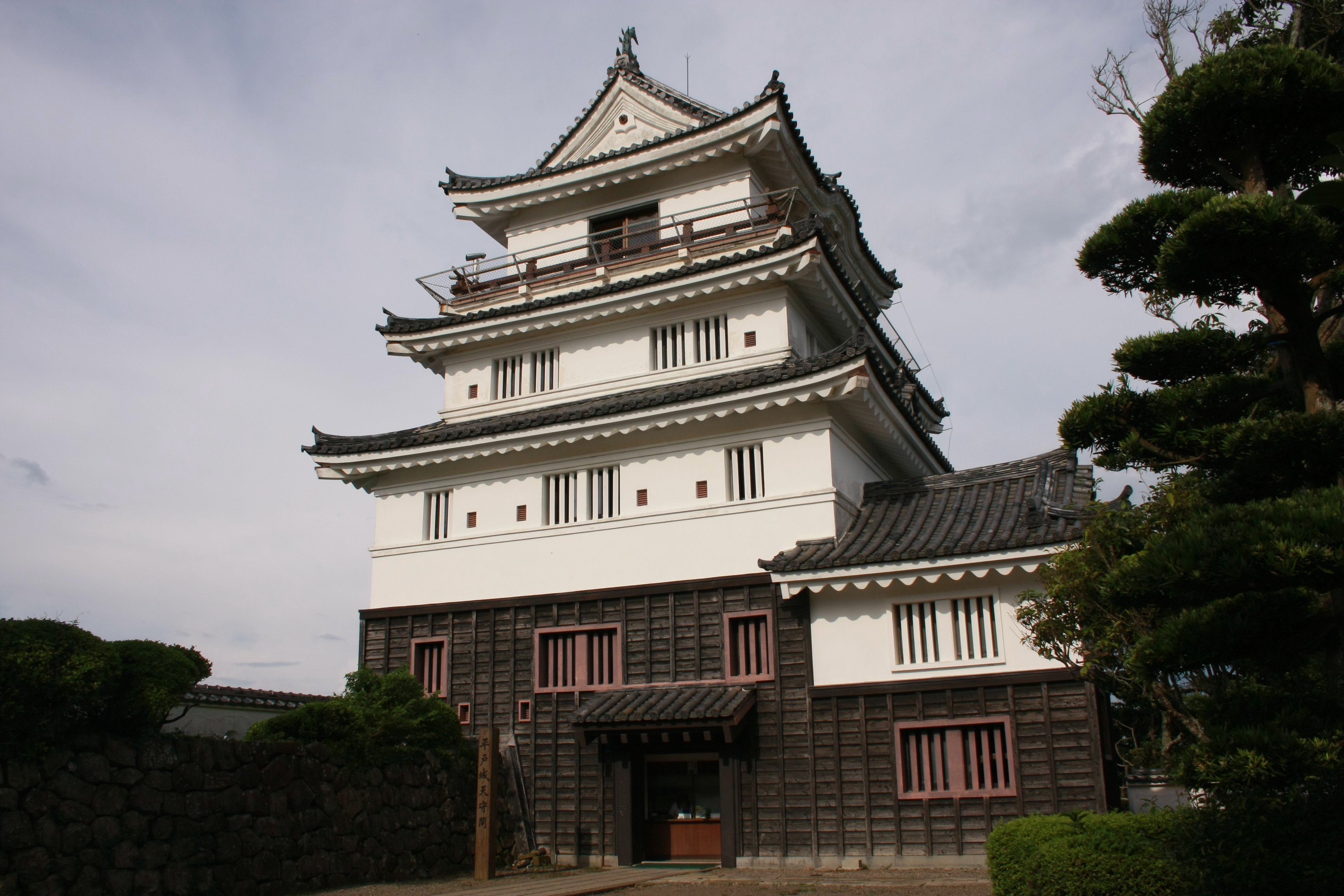
模擬天守
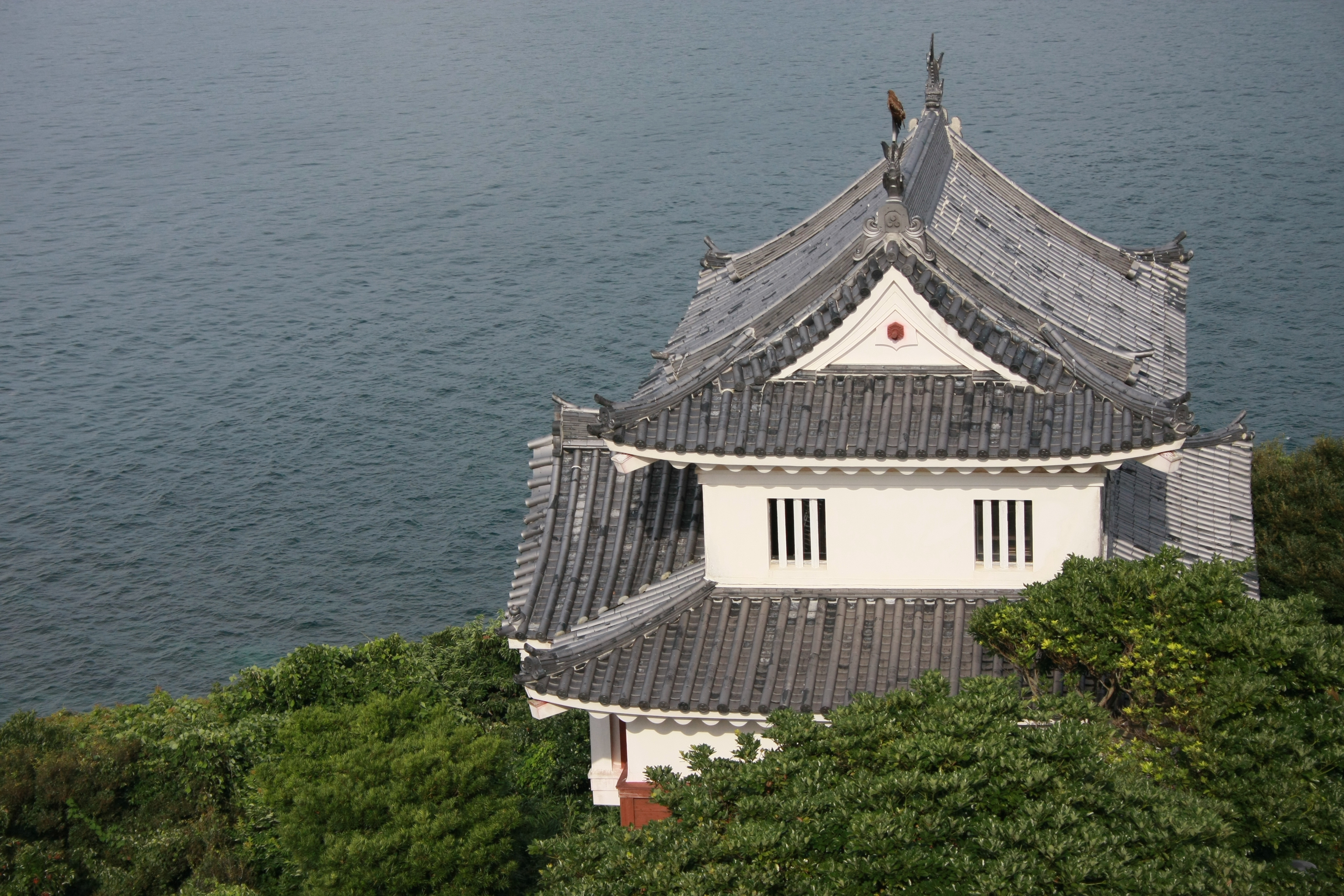
見奏櫓
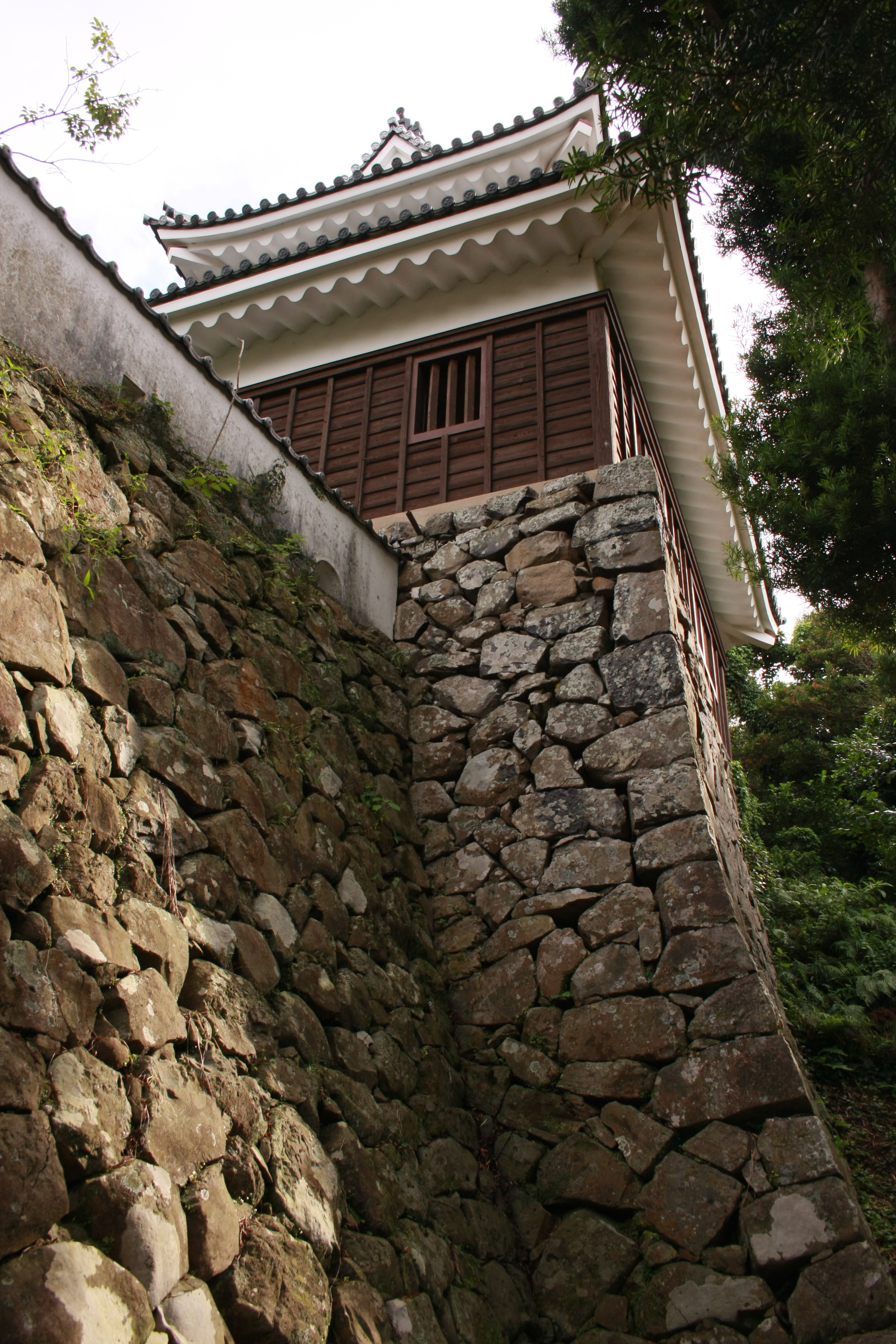
地蔵坂櫓
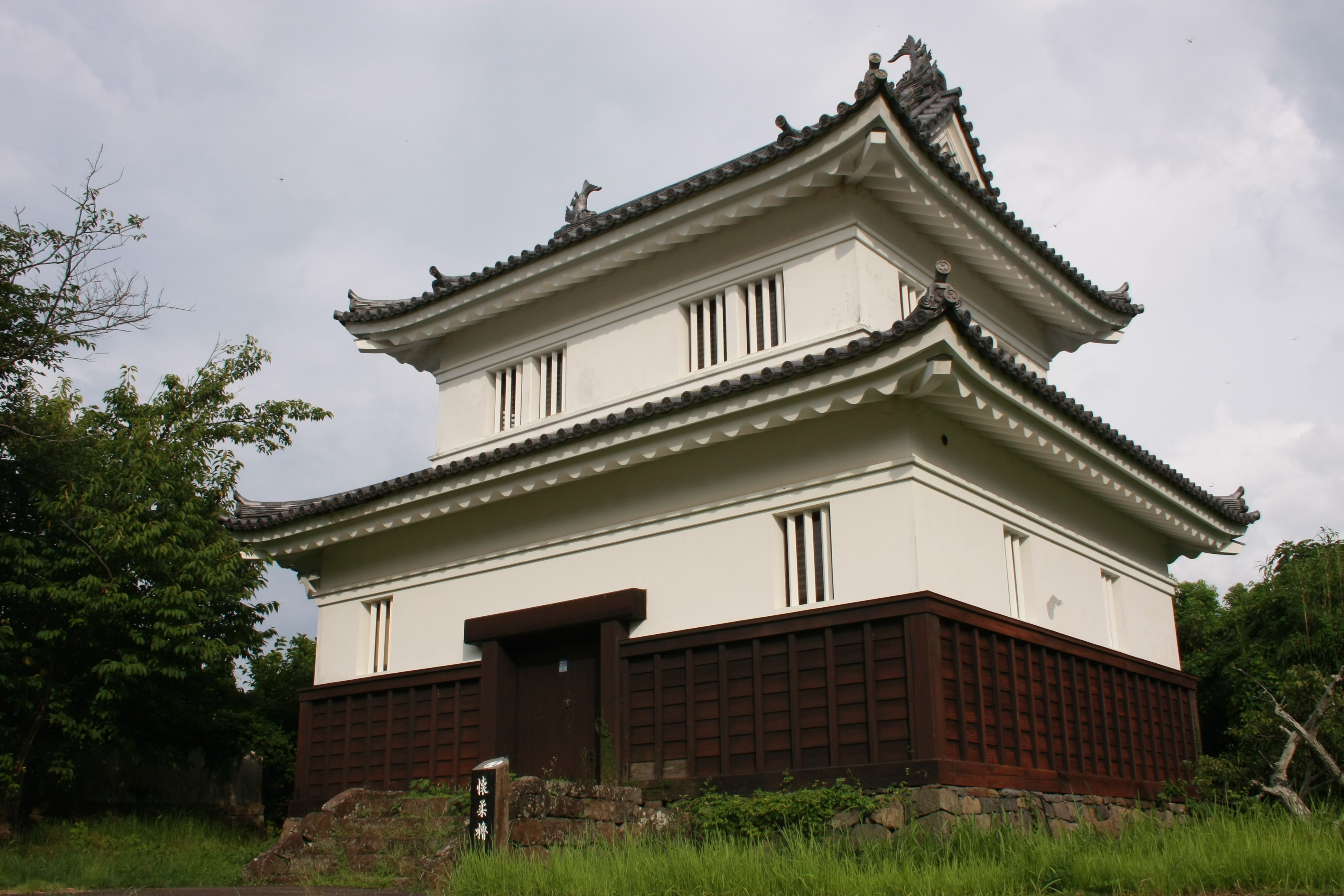
懐柔櫓